# Gefecht bei Big Bethel

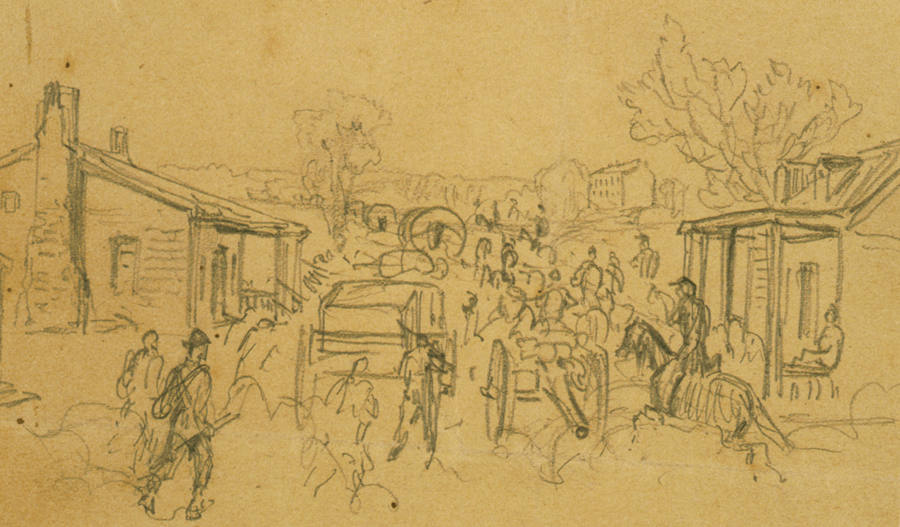
Das Gefecht bei Big Bethel (Alfred R. Waud, 1861)

Das Gefecht bei Big Bethel, auch bekannt als das Gefecht an der Bethel Church oder Great Bethel fand am 10. Juni 1861 in Tabb und Hampton in Virginia statt und war Teil der Blockade der Chesapeake Bay während des Sezessionskrieges. 
Der in Fort Monroe befindliche Generalmajor Benjamin Franklin Butler befahl den ihm unterstellten  Unionstruppen von Hampton und Newport News aus in zwei Marschsäulen gegen die erfahreneren konföderierten Truppen in Little Bethel und Big Bethel unter dem Kommando von John Bankhead Magruder vorzurücken. Die Konföderierten gaben Little Bethel auf und verschanzten sich hinter dem Brick Kiln Creek, einem Zufluss des Back Creek in der Nähe der Big Bethel Church. Die Unionsarmee unter Befehl des Brigadegenerals Ebenezer Pierce verfolgte und attackierte sie frontal und wurde zurückgeworfen. Nach Überquerung des Flusses unterhalb der eingegrabenen Stellungen versuchte das 5. New Yorker Infanterieregiment, die Flanke der Konföderierten anzugreifen, scheiterte aber ebenfalls. Der Autor Theodore Winthrop, Angehöriger des Stabes General Pierce', wurde dabei getötet. Die desorganisierten Unionstruppen zogen sich nach Hampton und Newport News zurück. 
Auf konföderierter Seite war ein Soldat gefallen, sieben wurden verwundet, die Unionstruppen verloren an Toten und Verwundeten 76 Mann. Insgesamt dauerte das Gefecht etwa eine Stunde.